# Protestos em Baltimore em 2015
Os protestos em Baltimore em 2015 foram uma série de distúrbios ocorridos em Baltimore, no estado de Maryland, nos Estados Unidos, entre 18 de abril e 3 de maio de 2015. A causa destes protestos é a morte de um homem afro-americano chamado Freddie Gray, que foi detido pela polícia por ter uma navalha automática e morreu enquanto estava sob custódia.
Durante os protestos cerca de 486 pessoas foram detidas pela polícia. Além disso, mais de 350 casas e lojas foram danificadas. Também foram relatados incêndios em 150 veículos, 60 incêndios estruturais e saques em 27 farmácias.
No dia 27 de abril de 2015, com o aumento da violência, o governo do estado de Maryland decretou estado de emergência em Baltimore e no dia 28 de abril a prefeitura de Baltimore decretou toque de recolher obrigatório na cidade.